# Новиков, Евгений Александрович (актёр)
Евгений Александрович Новиков (9 июля 1931, Ленинград — 4 июля 2020, Москва) — советский и российский актёр. Член Союза театральных деятелей России, член Международного Союза славянских журналистов, театральный педагог. Похоронен на Введенском кладбище.

## Звания и награды
- Заслуженный работник культуры РСФСР.
- Награждён Почётной Грамотой Президиума Верховного Совета РСФСР, юбилейной медалью «За доблестный труд.
- В ознаменование 100-летия со дня рождения Владимира Ильича Ленина»,

памятными медалями ЦК КПРФ:
- «80 лет Великой Октябрьской социалистической революции»,
- «90 лет Великой Октябрьской социалистической революции»,
- «90 лет Советским Вооруженным Силам»,
- «90 лет ВЛКСМ».

## Фильмография
- 1951 — Белинский — юный студент
- 1953 — Честь товарища — Геннадий Пашков
- 1957 — Улица полна неожиданностей — «облитый» прохожий
- 1957 — Цель его жизни — молодой летчик
- 1958 — Иван Бровкин на целине — эпизод
- 1961 — Прыжок на заре — Жаворонков
- 1963 — Понедельник — день тяжелый — лейтенант Столяров
- 1967 — Рядом с вами — эпизод
- 1972 — Кочующий фронт — Александр Диомидович Кравченко
- 1973 — Семнадцать мгновений весны — эпизод
- 1985 — Битва за Москву — эпизод
- 1987 — Смысл жизни
- 1989 — Закон — эпизод
- 1990 — Сталинград — эпизод
- 1990 — Десять лет без права переписки — эпизод